# 東石郡役所
東石郡役所位於台灣嘉義縣朴子市平和里，為嘉義縣文化資產。

## 歷史
東石郡役所位於朴子的平和里，建於1925年（大正十四年），在台灣日治時期同時具備警察課跟庶務課的功能，是嘉義縣內僅存的一座設計良好的日治時期郡級行政官廳，原由嘉義縣警察局朴子分局使用。東石郡役所為磚瓦建築，仍保留日治時期的留置場及訊問室。
早在東石郡成立之前，原名樸仔腳（今朴子）已有獨立之警察署，1907年（明治三十年）起稱為「嘉義縣樸仔腳警察署」。因為1920年（大正九年）官制改正，興建了東石郡役所，當時的東石郡役所具備地方行政跟維持治安的警務功能。1926年（大正十五年）改為「臺南州東石郡朴子街警察課」。
東石郡役所是嘉義縣唯一的郡役所建築，經嘉義縣文化資產審議委員決議，因具有歷史文化價值與稀少性，在2014年1月21日定為縣定古蹟。

## 註腳
1. ↑  今嘉義縣包含原臺南州的嘉義和東石兩郡，但原嘉義郡役所位於今嘉義市境內。